# Rivas (Familienname)
Rivas ist ein spanischer Familienname.

## Namensträger
- Adonis Rivas (* 1972), nicaraguanischer Boxer
- Alberto Rivas (1930–1992), argentinischer Tangosänger
- Ángela Rivas (* 1989), kolumbianische Kugelstoßerin
- Aniceto Rivas (* 1972), paraguayischer Fußballspieler
- Antonio Rivas (Fußballspieler) (* 1951), kolumbianischer Fußballspieler
- Antonio Rivas Mercado (1853–1927), mexikanischer Architekt und Bauingenieur
- Arnhold Rivas (* 1989), mexikanischer Fußballspieler
- Avimiled Rivas (* 1984), kolumbianischer Fußballspieler
- Betsi Rivas (* 1986), venezolanische Gewichtheberin
- Camilo Rivas (1898–??), argentinischer Sprinter
- Carlos Rivas (Schauspieler) (1925–2003), US-amerikanischer Schauspieler
- Carlos Rivas (Filmtechniker) (* vor 1952), US-amerikanischer Filmtechniker
- Carlos Rivas (Fußballspieler, 1953), chilenischer Fußballspieler
- Carlos Rivas (Fußballspieler, 1985), kanadischer Fußballspieler
- Carlos Rivas (Fußballspieler, 1994), kolumbianischer Fußballspieler
- Carlos Alberto Rivas (* 1968), venezolanischer Taekwondoin
- Carlos Lehder Rivas (* 1949), kolumbianischer Drogenhändler
- Carlos Ramos Rivas (* 1959), venezolanischer Politiker und Abgeordneter
- Carolina Rivas (Regisseurin), mexikanische Filmregisseurin und Drehbuchautorin
- Carolina Rivas (Schauspielerin) (* 1978), dominikanische Schauspielerin und Sängerin
- César Rivas (* 1979), äquatorialguineischer Fußballspieler
- Christopher Rivas, US-amerikanischer Schauspieler
- Claudia Rivas (* 1989), mexikanische Triathletin
- David Rivas (* 1978), spanischer Fußballspieler
- Domingo Rivas (1933–2020), venezolanischer Radrennfahrer
- Dulce Maria García Rivas (* 1982), mexikanische Wrestlerin, siehe Sexy Star
- Diego Rivas († 2011), mexikanischer Musiker
- Domingo Rivas (1933–2020), venezolanischer Radrennfahrer
- Donato Rivas († 2015), uruguayischer Basketballschiedsrichter und Fußballfunktionär
- Eduardo Ocón y Rivas (1833–1901), spanischer Komponist, Organist und Pianist
- Elison Rivas (* 1999), honduranischer Fußballspieler
- Elsa Rivas (1925–2010), argentinische Tangosängerin
- Elsy Rivas (* 1949), kolumbianische Leichtathletin
- Emanuel Rivas (* 1983), argentinischer Fußballspieler
- Enrique Rivas, mexikanischer Fußballspieler
- Érica Rivas (* 1974), argentinische Schauspielerin, Komikerin und Produzentin
- Ernesto José Romero Rivas (* 1960), venezolanischer Ordensgeistlicher, Apostolischer Vikar von Tucupita
- Estela Rivas (* 1988), dominikanisches Model
- Eva Rivas (* 1987), russisch-armenische Sängerin
- Fabio Mamerto Rivas Santos (1932–2018), dominikanischer Ordensgeistlicher, Bischof von Barahona
- Fernando Rivas (* 1952), US-amerikanischer Komponist
- Flaminio Rivas (* 1969), kolumbianischer Fußballspieler
- Francisco Rivas (1924–2020), costa-ricanischer Fußballspieler
- Franzué Rivas(* 2000), guatemaltekischer Fußballspieler
- Gabriel Rivas (* 1986), französischer Skirennläufer
- Gelmin Rivas (* 1989), venezolanischer Fußballspieler
- George Rivas (1970–2012), US-amerikanischer Gefängnisinsasse
- Gerardo Rivas (1905–??), paraguayischer Fußballspieler
- Guadalupe Rivas Cacho (1894–1981), mexikanische Schauspielerin
- Héctor Rivas (* 1968), venezolanischer Fußballspieler
- Jesús Rivas (1923–??), venezolanischer Springreiter
- Joaquín Rivas (* 1992), salvadorianischer Fußballspieler
- John Rivas (Mr. Magic; 1956–2009), US-amerikanischer Rapper
- José Rivas (Fußballspieler) (* 1976), venezolanischer Fußballspieler
- José Arturo Rivas (* 1984), mexikanischer Fußballspieler
- José Tamayo Rivas (1920–2003), spanischer Theaterleiter und -regisseur, siehe José Tamayo (Theaterleiter)
- José María Rivas (1958–2016), salvadorianischer Fußballspieler
- Juan Ramón Rivas (* 1966), puerto-ricanischer Basketballspieler
- Lázaro Rivas (1975–2013), kubanischer Ringer
- Lina Rivas (* 1990), kolumbianische Gewichtheberin
- Lisandro Alirio Rivas Durán (* 1969), venezolanischer Ordensgeistlicher, Bischof von San Cristóbal de Venezuela
- Luciano José Joublanc Rivas (1896–1959), mexikanischer Diplomat
- Luis R. Rivas (1916–1986), US-amerikanischer Ichthyologe
- Luz Rivas (* 1974), US-amerikanische Politikerin
- Manuel Rivas (* 1957), spanischer Autor
- Manuel de Jesús Rivas, salvadorianischer Sportfunktionär
- Manuel Rivas Pastor (* 1960), spanischer Schachspieler
- Marco Rivas (* 1991), guatemaltekischer Fußballspieler
- Marcos Rivas (1947–2024), mexikanischer Fußballspieler
- María Rivas (Sängerin) (1960–2019), venezolanische Sängerin und Komponistin
- María Rivas (Schauspielerin) (1931–2013), mexikanische Schauspielerin
- María Agustina Rivas López (1920–1990), peruanische römisch-katholische Ordensschwester und Märtyrerin
- María Teresa Rivas (1933–2010), mexikanische Schauspielerin
- Mariano Rivas, spanischer Dirigent
- Martín Rivas (Fußballspieler, 1977) (* 1977), argentinischer Fußballspieler
- Martín Rivas (* 1992), uruguayischer Fußballspieler
- Martiño Rivas (* 1985), spanischer Schauspieler
- Mauricio Rivas (Mauricio Rivas Nieto; * 1964), kolumbianischer Fechter
- Maykel Rivas, uruguayischer Boxer
- Melitón Sánchez Rivas (* 1934), panamaischer Finanzmanager und Sportfunktionär
- Nelson Rivas (* 1983), kolumbianischer Fußballspieler
- Orlando Rivas (* 1950), kolumbianischer Fußballspieler
- Óscar Rivas (* 1987), kolumbianischer Boxer
- Osvaldo Rivas (* 1936), argentinischer Tangosänger
- Patricia Rivas (* 1980), salvadorianische Sportschützin
- Patricio Rivas († 1867), nicaraguanischer Politiker, Supremo Director 1840 bis 1841
- Pedro Rivas (1945–2007), panamaischer Basketballspieler
- Rigoberto Rivas (* 1998), honduranischer Fußballspieler
- Robert Rivas (* 1946), trinidadischer Ordensgeistlicher, Erzbischof von Castries
- Roberto Rivas (1941–1972), salvadorianischer Fußballspieler
- Rogelio Rivas (* 1944), spanischer Sprinter
- Salvador Rivas Martínez (1935–2020), spanischer Botaniker
- Samuel Rivas (1957–2023), mexikanischer Fußballspieler
- Stalin Rivas (* 1971), venezolanischer Fußballspieler
- Víctor Rivas, US-amerikanischer Fußballschiedsrichter
- Victoriano Rivas (Nano; * 1980), spanischer Fußballspieler
- Willner Rivas (* 1995), venezolanischer Volleyballspieler
- Willy Rivas (* 1985), peruanischer Fußballspieler
- Wuileixas Rivas (* 1990), venezolanischer Ringer
- Yeison Rivas (* 1987), kolumbianischer Hürdensprinter